# Acido petroselinico
L'acido petroselinico  è un acido grasso lineare con 18 atomi di carbonio e 1 doppio legame, in posizione 6=7 con configurazione cis. Appartiene al gruppo di acidi omega-12.
L'acido petroselinico è un isomero posizionale dell'acido oleico. Esiste anche un isomero con doppio legame in configurazione trans, presente in natura, chiamato acido petroselaidico, 18:1Δ6t.
L'acido petroselinico nei semi delle piante è sintetizzato dalla Δ4-desaturasi che rimuove gli idrogeni dalla posizione 4 del acido palmitico, 16:0. Il risultante 16:1Δ4 viene poi allungato di due atomi di carbonio dalla elongasi.

## Presenza
L'acido petroselinico si presenta come gliceride, cioè estere del glicerolo, in oli e grassi vegetali, a concentrazioni relativamente alte (>30%), e animali. Fu isolato  (≈78%) per la prima volta dall'olio di semi di prezzemolo-Petroselinum crispum, dal cui nome latino prese il nome, nel 1909.  Si trova in alte concentrazioni negli oli di semi di altre umbelliferae: sedano-Apium graveolens (≈65%), coriandolo-Coriandrum sativum (≈79%), aneto-Anethum graveolens (≈80%) finocchio-Foeniculum vulgare (≈65%); di varie arialiaceae: edera-Hedera helix (≈70%)  Aralia spinosa (≈60%). In concentrazioni rilevanti può essere individuato anche negli oli di semi di Griseliniaceae e Garryaceae.
La sua presenza negli animali è a concentrazioni molto inferiori e dipende dall'apporto dietetico o dalla presenza dell'enzima Δ6 desaturasi. Tracce di acido petroselinico e del suo isomero trans sono state individuate nel latte e latticini di alcune specie.
Rispetto all'acido oleico, l'acido petroselinico ha un effetto inibitorio più forte sui batteri,  un effetto inibitorio inferiore sulla divisione cellulare e una biodegradazione più lenta.

## Utilizzo
Il doppio legame Δ6 nell'acido petroselinico lo rende un'interessante materia prima rinnovabile per la produzione di acido adipico. Mediante scissione ossidativa del doppio legame può essere suddiviso in acido laurico e acido adipico.  Per presunti effetti benefici l'utilizzo di oli di semi ad alto contenuto di acido petroselinico, come l'olio di semi di coriandolo, è stato promosso sia come ingrediente alimentare che come ingrediente cosmetico con nome INCI: CORIANDRUM SATIVUM SEED OIL